# Laurelville
Laurelville és una població dels Estats Units a l'estat d'Ohio. Segons el cens del 2000 tenia 533 habitants.

## Demografia
Segons el cens del 2000, Laurelville tenia 533 habitants, 256 habitatges, i 136 famílies. La densitat de població era de 1.029 habitants per km².
Dels 256 habitatges en un 25,4% hi vivien nens de menys de 18 anys, en un 39,8% hi vivien parelles casades, en un 8,6% dones solteres, i en un 46,5% no eren unitats familiars. En el 43% dels habitatges hi vivien persones soles el 22,7% de les quals corresponia a persones de 65 anys o més que vivien soles. El nombre mitjà de persones vivint en cada habitatge era de 2,08 i el nombre mitjà de persones que vivien en cada família era de 2,86.
Per edats la població es repartia de la següent manera: un 21,4% tenia menys de 18 anys, un 7,5% entre 18 i 24, un 27% entre 25 i 44, un 22,1% de 45 a 60 i un 22% 65 anys o més.
L'edat mediana era de 40 anys. Per cada 100 dones de 18 o més anys hi havia 83,8 homes.
La renda mediana per habitatge era de 24.250 $ i la renda mediana per família de 41.250 $. Els homes tenien una renda mediana de 30.227 $ mentre que les dones 18.000 $. La renda per capita de la població era de 15.339 $. Aproximadament el 6,6% de les famílies i el 13,5% de la població estaven per davall del llindar de pobresa.

## Poblacions més properes
El següent diagrama mostra les poblacions més properes.